# Portugese Republikeinse Partij
De Portugese Republikeinse Partij (Portugees: Partido Repúblicano Português; [pɐɾ.'ti.ðu ʁɛ.pu.βli.'kɐ.nu puɾ.tu.'ɣeʃ]), was een Portugese politieke partij die in de negentiende eeuw werd opgericht met als doel de afschaffing van de constitutionele monarchie en de instelling van een republikeins regime. Enkele vooraanstaande leiders van de PRP (onder anderen João Chagas) werden aan het einde van de negentiende en het begin van de twintigste eeuw verbannen naar een van Portugals koloniën. De PRP won aan invloed tijdens de dictatuur van João Franco (1907-1908) en na de moord op koning Carlos I (1908). De Republikeinse revolutie van oktober 1910 maakte een einde aan de Portugese monarchie en de republiek werd ingesteld. De republikeinse partij viel spoedig hierna uiteen in diverse (grote en kleine) partijen, variërend van conservatief tot links-liberaal.

## Partijen die ontstonden na het uiteenvallen van de PRP
Democratische Partij - Republikeinse Partij van Democratisch Links - Hervormingspartij - Republikeinse Unie - Evolutionistische Republikeinse Partij - Centrum-Republikeinse Partij - Populistische Partij - Radicale Partij - Liberaal Republikeinse Partij - Liberaal Republikeinse Unie - Nationaal-Republikeinse Reconstructie Partij - Nationalistische Republikeinse Partij

## Partijprominenten
- Afonso Costa
- José Relvas
- Teófilo Braga
- Manuel de Arriaga